# Только один кусочек
«Только один кусочек» (англ. Just One Bite) — 43-я серия американского мультсериала «Губка Боб Квадратные Штаны». Данный эпизод был создан в 2001 году и показан 5 октября 2001 года на телеканале «Nickelodeon» в США, а в России — 9 октября 2004 года.

## Сюжет
В «Красти Крабе» Сквидвард даёт клиенту поднос с королевским ультра-замечательным крабовым пудингом с двойным маслом на палочке и с майонезом. Видя то, как он ест его, Сквидвард выражает отвращение к крабсбургерам, несмотря на то, что никогда их не ел. Губка Боб, услышав это, настаивает, чтобы он попробовал хотя бы кусочек, говоря вместе с остальными посетителями, что «крабсбургеры не любит только тот несчастный, который их никогда не пробовал». Сквидвард подтверждает их слова, к ужасу Губки Боба. Губка Боб просит его попробовать крабсбургер, несмотря на замечание Сквидварда, что он не хочет, чтобы его органы стали тонуть в жирах. Сквидвард не выдерживает преследований Боба и всё-таки откусывает маленький кусочек крабсбургера в надежде на то, что Губка Боб от него отстанет. Сквидвард сердито говорит Губке Бобу, что бургер был ужасен, и буквально хоронит его в земле.
Когда расстроенный Губка Боб уходит, Сквидвард быстро выкапывает бургер и съедает остатки, показывая, что ему понравились крабсбургеры. Он захотел ещё, но поняв, что он сказал Губке Бобу, что ненавидит крабсбургеры, Сквидвард заставляет себя прокрасться за одним из них без его ведома — он думает, что Боб никогда не позволит ему жить дальше, если он узнает, что Сквидвард полюбил их. Сквидвард пытается заполучить ещё один крабсбургер, сказав Губке Бобу, что у них заказ на особый тройной крабсбургер. Губка Боб начинает готовить бургер и в это время просит у Сквидварда извинение за попытку заставить его полюбить крабсбургеры, осознавая, что у всех разные вкусы, но никогда не остановится ни перед чем, когда увидит процесс «первого кусочка». Приготовив крабсбургер, Губка Боб хочет отдать его клиенту, но, видя, что клиента здесь нет, считает, что он ушёл. Сквидвард предлагает оставить его у кассы, если он вдруг вернётся. Однако Губка Боб отказывается, потому что ему не хотелось, чтобы такой идеальный бургер пропадал, поэтому он ест его, не подозревая, что он был для самого Сквидварда, оставляя последнего расстроенным. После этого Сквидвард прибегает к объедкам из мусорного бака, в ходе чего он по ошибке жуёт мусор, а не бургер. Не успел он съесть крабсбургер, как вдруг Губка Боб хватает его и печально сжигает — по его словам, бургер не должен быть утилизирован таким образом. Сквидвард опять остался ни с чем.
Ночью Сквидварду снится сон о гигантском крабсбургере в роли его жены, после которого решительный Сквидвард хочет пытаться съесть ещё один бургер, возвращаясь в «Красти Краб» посреди ночи. Он входит в склад крабсбургеров с кучей готовых бургеров, но его попытку снова срывает Губка Боб, который пришёл заранее подготовится к работе. Увидев открытый склад бургеров и Сквидварда с крабсбургером за спиной, Губка Боб понимает, что ему понравились крабсбургеры. Сквидвард закрывается в складе и открыто заявляет, что ему действительно нравятся крабсбургеры, и начинает поедать их в огромных количествах. Однако Губка Боб предупреждает Сквидварда, чтобы он не ел слишком много крабсбургеров, так как от этого он может лопнуть — Сквидвард не слушает его, и в итоге взрывается.
Вскоре бесплотного Сквидварда повезли в больницу, а парамедик, который сидит рядом с ним и держит его щупальца, в шутку говорит, что он помнит время, когда он съел свой первый крабсбургер.

## Роли
- Том Кенни — Губка Боб
- Роджер Бампасс — Сквидвард
- Ди Брэдли Бейкер — Гарольд, посетитель, парамедик

### Роли дублировали
- Сергей Балабанов — Губка Боб
- Иван Агапов — Сквидвард
- Юрий Меншагин —  Гарольд, парамедик
- Нина Тобилевич — посетитель

## Производство
Серия «Только один кусочек» была написана Джеем Лендером, Сэмом Хэндерсоном и Мерриуизер Уильямс; Шон Демпси взял роль анимационного режиссёра, Калеб Мойрер был главным раскадровщиком. Впервые данная серия была показана 5 октября 2001 года в США на телеканале «Nickelodeon».
Изначально в серии должна была быть сцена, где Сквидвард ночью по прибытии в «Красти Краб» активирует охранную сигнализацию, состоящую из ведра бензина, которое он ошибочно принимает за ведро воды, которое при открытии входной двери разливается, поджигается и после взрывается. Сообщения о том, что сцена была вырезана из серии, появились в январе 2002 года, через несколько месяцев после выхода в эфир. Изначально считалось, что объяснения для её удаления заключались либо как дань уважения к жертвам терактов 11 сентября 2001 года, которые произошли за месяц до выхода серии в эфир, либо в предотвращении попыток детей использовать огнеопасные предметы. Винсент Уоллер, текущий шоураннер мультсериала, сказал, что удаление сцены было связано с тем, что «Nickelodeon» посчитал недопустимым момент со спичкой и бензином.
Серия «Только один кусочек» была выпущена на DVD-диске «Tales from the Deep» 28 января 2003 года. Она также вошла в состав DVD «SpongeBob SquarePants: The Complete 3rd Season», выпущенного 27 сентября 2005 года, и «SpongeBob SquarePants: The First 100 Episodes», выпущенного 22 сентября 2009 года и состоящего из всех эпизодов с первого по пятый сезоны мультсериала. Позже серия вошла в DVD «SpongeBob SquarePants: 10 Happiest Moments», который вышел на прилавки магазинов 14 сентября 2010 года.

## Отзывы критиков
Серия «Только один кусочек» получила в целом положительные отзывы от поклонников мультсериала и критиков. На сайте «IMDb» серия имеет оценку 9,1/10. В своём обзоре для «DVD Talk» Пол Мэвис хорошо оценил данную серию, назвав её «отличной демонстрацией» Сквидварда. Мэвис похвалил такие моменты, как сновидения Сквидварда о женитьбе на крабсбургере и его трусливые попытки заполучить бургер. Особенно он оценил улыбку Губки Боба при понимании того, что Сквидварду понравились крабсбургеры. Он сказал: «Тот, кто анимировал огромную и медленную улыбку Губки Боба, когда он понимает, что Сквидварду понравились крабсбургеры, должен получить какую-то награду; это блестяще забавный момент анимации персонажа».